# Hegyfok
Hegyfok (ukránul: Діл) falu Ukrajnában, Kárpátalján, a Huszti járásban.

## Fekvése
Ökörmezőtől északnyugatra fekvő település.

## Nevének eredete
A Gyil helységnév ruszin eredetű, alapja a nyj.-i діл ’hegy, hegyhát’ (Онишкевич1: 220), ’hegytető; hegy, amely elválaszt két falut vagy völgyet’ (Габорак2008: 47) főnév, (szl. szl. delъ’ hegy, domb’ (Šmilauer 54). A gyil Kárpátalja hegyvidéki részén elterjedt földrajzi köznév. A magyar Hegyfok név fordítás eredménye, 1904-ben jött létre hivatalos úton (Lelkes 67).

## Története
Nevét 1789-ben Dyl, Dylok néven említették. Későbbi névváltozatai:  1796-1797 között Gyil és 1888-ban Gyil (hnt.), 1907-ben és 1913-ban Hegyfok (hnt.), 1944-ben Gyil, Дель, Hegyfok, 1983-ban Діл, Дeл (Zo).
Az 1800-as években Pesty Frigyes írta a településről:
Gyil telepitvényt magoslatárol neveztetik igy mert magos
hegyen fekszik mind kettő egy idejűnek mondatik Ripinye községével.
Hegyfok település közigazgatásilag Repenyéhez tartozik.